# إيما فروست
إيما فروست هي شخصية خيالية في مارفل كومكس من ابتكار كريس كليرمونت وجون بيرن. ظهرت الشخصية لأول مرة في يناير 1980.